# Knarsta
Knarsta är en by i Stora Mellösa socken i Örebro kommun. Från 2015 avgränsar SCB här en småort.